# Metopia pauciseta
Metopia pauciseta är en tvåvingeart som beskrevs av Carroll William Dodge 1966. Metopia pauciseta ingår i släktet Metopia och familjen köttflugor.
Artens utbredningsområde är Peru. Inga underarter finns listade i Catalogue of Life.